# Libertad Lamarque
Libertad Lamarque, nata Libertad Lamarque Bouza (Rosario, 24 novembre 1908 – Città del Messico, 12 dicembre 2000), è stata un'attrice e cantante argentina, divenuta famosa in America Latina per il suo lavoro nel cinema messicano.

## Biografia
Libertad Lamarque nacque a Rosario, provincia di Santa Fe, in Argentina, da Gaudencio Lamarque (1874-1947), un uruguaiano di origine francese, e Josefa Bouza (1863-1932), una vedova di origine spagnola.
La principale attività di Lamarque nel mondo del cinema è stata quella di interprete e tra i lavori più interessanti possiamo citare la partecipazione nel film Il figlio rapito (1959) di Antonio Del Amo Algara. Nel 1970 ha inoltre lavorato con Abel Salazar per la realizzazione del film Addio ragazza negra.
È considerata l'attrice argentina più famosa nel mondo e venne soprannominata sia "regina del melodramma" per i suoi personaggi forti costretti a combattere per affermare la propria personalità che "fidanzata d'America" per le sue esibizioni come cantante con vestiti associati ai vari paesi nei quali si esibiva. La sua discografia conta più di 800 titoli, record ancora imbattuto.
Ebbe modo di iniziare la carriera di attrice grazie alle recite scolastiche poi una volta trasferitasi nella capitale divenne una delle prime e più importanti cantanti di tango degli anni 20.
Interpretò la prima pellicola sonora del cinema argentino , ¡Tango!, e ben presto divenne una delle attrici più amate dal pubblico che le permisero di poter interpretare ruoli anche drammatici.
Il film Puerta cerrada venne presentato alla 9ª Mostra internazionale d'arte cinematografica di Venezia
ma ebbe anche una certa distribuzione internazionale e attirò l'attenzione di Hollywood. La Paramount voleva proporre un contratto settennale ma l'attrice rifiutò dato l'enorme successo dei suoi film in Argentina.
Nel 1945, durante la lavorazione del film La cabalgata del circo ebbe un diverbio con la collega e co-protagonista Eva Duarte e per questo fu costretta a lasciare il paese. Nacque anche la leggenda di uno schiaffo dato a colei che sarebbe diventata la moglie del dittatore ma i tentativi di smentire questa voce da parte della stessa Lamarque non ebbero successo.
Si trasferì dunque in Messico dove rimase fino alla morte e dove divenne anche qui una stella di prima grandezza durante quella che è stata definita "l'epoca d'oro" del cinema messicano.
Continuò a lavorare anche a teatro, famosa la sua tournée teatrale nel suo paese di origine per lo spettacolo Hello Dolly.
Lasciò il cinema nel 1978 per dedicarsi prevalentemente alla televisione. Morì a 92 anni mentre interpretava la telenovela Carita de angel.

## Filmografia

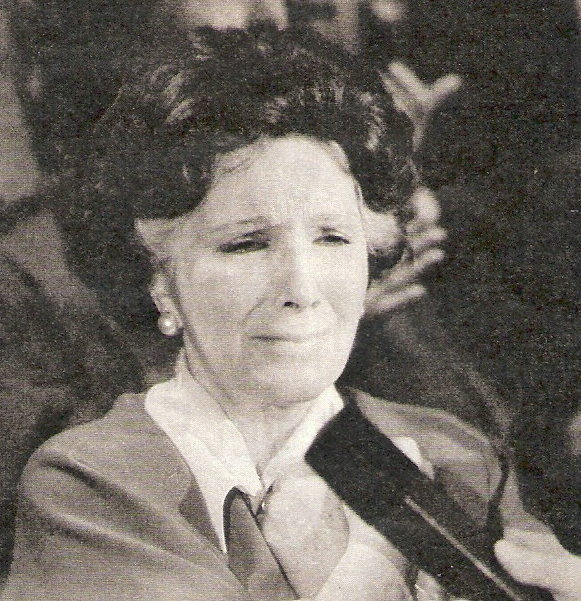
Libertad Lamarque nel 1982.

### Cinema
- Adiós Argentina, regia di Mario Parpagnoli (1930)
- ¡Tango!, regia di Luis Moglia Barth (1933)
- El alma de bandoneón, regia di Mario Soffici (1935)
- Ayúdame a vivir, regia di José A. Ferreyra (1936)
- Besos brujos, regia di José A. Ferreyra (1937)
- La ley que olvidaron, regia di José A. Ferreyra (1938)
- Madreselva, regia di Luis César Amadori (1938)
- Ripudiata (Puerta cerrada), regia di John Alton e Luis Saslavsky (1939)
- Caminito de gloria, regia di Luis César Amadori (1939)
- La casa del recuerdo, regia di Luis Saslavsky (1940)
- Cita en la frontera, regia di Mario Soffici (1940)
- Una vez en la vida, regia di Carlos F. Borcosque (1941)
- Yo conocí a esa mujer, regia di Carlos F. Borcosque (1942)
- En el viejo Buenos Aires, regia di Antonio Momplet (1942)
- Eclipse de sol, regia di Luis Saslavsky (1943)
- El fin de la noche, regia di Alberto de Zavalía (1944)
- La cabalgata del circo, regia di Eduardo Boneo e Mario Soffici (1945)
- Romance musical, regia di Ernesto Arancibia (1947)
- Gran Casino, regia di Luis Buñuel (1947)
- Figlia mia (Soledad), regia di Miguel Zacarías (1947)
- La dama del velo, regia di Alfredo B. Crevenna (1949)
- Otra primavera, regia di Alfredo B. Crevenna (1950)
- Huellas del pasado, regia di Alfredo B. Crevenna (1950)
- La marquesa del barrio, regia di Miguel Zacarías (1951)
- La mujer sin lágrimas, regia di Alfredo B. Crevenna (1951)
- La boca, regia di Miguel Zacarías (1951)
- La loca, regia di Miguel Zacarías (1952)
- Te sigo esperando, regia di Tito Davison (1952)
- Mi campeón, regia di Chano Urueta (1952)
- Rostros olvidados, regia di Julio Bracho (1952)
- Acuérdate de vivir, regia di Roberto Gavaldón (1953)
- Nunca es tarde para amar, regia di Tito Davison (1953)
- Ansiedad, regia di Miguel Zacarías (1953)
- Reportaje, regia di Emilio Fernández (1953)
- La infame, regia di Miguel Zacarías (1954)
- Meraviglioso amore (Cuando me vaya), regia di Tito Davison (1954)
- Si volvieras a mi, regia di Alfredo B. Crevenna (1954)
- La mujer X, regia di Julián Soler (1955)
- Escuela de música, regia di Miguel Zacarías (1955)
- Historia de un amor, regia di Roberto Gavaldón (1956)
- Bodas de oro, regia di Tito Davison (1956)
- Bambalinas, regia di Tulio Demicheli (1957)
- La mujer que no tuvo infancia, regia di Tito Davison (1957)
- Cuatro copas, regia di Tulio Demicheli (1958)
- Música de siempre, regia di Tito Davison (1958)
- Sabrás que te quiero, regia di Tito Davison (1958)
- Mis padres se divorcian, regia di Julián Soler (1959)
- Yo pecador, regia di Alfonso Corona Blake (1959)
- La cigüeña dijo sí, regia di Rafael Baledón (1960)
- Creo en ti, regia di Alfonso Corona Blake (1960)
- Amor en la sombra, regia di Tito Davison (1960)
- Il figlio rapito (Bello recuerdo), regia di Antonio del Amo (1961)
- El pecado de una madre, regia di Alfonso Corona Blake (1962)
- El cielo y la tierra, regia di Alfonso Corona Blake (1962)
- Canción del alma, regia di Tito Davison (1964)
- Canta mi corazón, regia di Emilio Gómez Muriel (1965)
- Los hijos que yo soñé, regia di Roberto Gavaldón (1965)
- Arrullo de Dios, regia di Alfonso Corona Blake (1967)
- El hijo pródigo, regia di Servando González (1969)
- Addio ragazza negra (Rosas blancas para mi hermana negra), regia di Abel Salazar (1970)
- La sonrisa de mamá, regia di Enrique Carreras (1972)
- Hoy he soñado con Dios, regia di Julián Soler (1972)
- Negro es un bello color, regia di Julián Soler (1974)
- La loca de los milagros, regia di José María Fernández Unsáin (1975)
- La mamá de la novia, regia di Enrique Carreras (1978)

### Televisione
- Esmeralda - serie TV, episodi 1x01-1x02-1x03 (1970)
- Mamá - serie TV, 9 episodi (1974)
- Soledad - serie TV, 284 episodi (1980-1981)
- Amada - serie TV, 19 episodi (1983)
- El programa de Hermida - serie TV, 1 episodio (1992)
- La usurpadora - serie TV, 102 episodi (1998)
- Más allá de la usurpadora, regia di Eduardo Said e Beatriz Sheridan - film TV (1998)
- Carita de ángel - serie TV, 125 episodi (2000)